# Li Na (sportiv)
Li Na (n. 1 mai 1984, Hefei⁠(d), Republica Populară Chineză) este o săritoare în apă ce a reprezentat Republica Populară Chineză, medaliată olimpică. A participat la o ediție a Jocurilor Olimpice (2000) în care a câștigat o medalie de aur și o medalie de argint.